# Trauerwolfspinne
Die Trauerwolfspinne (Pardosa lugubris), auch als Gemeine oder Gewöhnliche Waldwolfspinne bezeichnet, ist eine weit verbreitete Spinnenart aus der Gattung Pardosa in der Familie der Wolfspinnen (Lycosidae).

## Merkmale
Die Trauerwolfspinne gehört zu den kleineren Wolfspinnenarten. Die Tiere werden fünf bis sieben Millimeter groß. Der Vorderkörper (Prosoma) des Weibchens weist einen breiten hellbraunen Mittelstreifen auf, der gerade Kanten hat und sich nach vorne leicht verbreitert. Der Rest des Prosoma ist dunkler gefärbt und undeutlich hell umrandet. Der Hinterkörper (Opisthosoma) ist undeutlich hellbraun gemustert. Die Beine sind hell-dunkel gestreift und gefleckt.

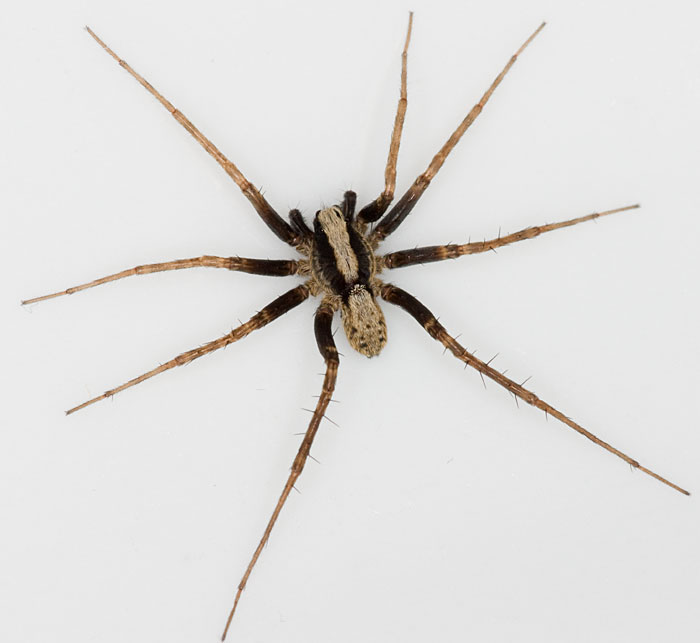
Männchen der Trauerwolfspinne s. str.

Das Männchen ist ähnlich gefärbt wie das Weibchen. Die Grundfarbe des Prosoma ist jedoch dunkler (fast schwarz), und der Mittelstreifen ist grau bis weiß. Die Beine sind auffällig lang und dünn. Sie sind bis einschließlich Femur dunkel gefärbt, danach hellbraun ohne deutliche Musterung.

### Taxonomie und ähnliche Arten
Die Trauerwolfspinne wurde ursprünglich von Walckenaer als eigene Art erstmals beschrieben. Des Weiteren beschrieb C. L. Koch 1848 die Art Pardosa alacris, die später als Synonym der Trauerwolfspinne angesehen wurde. Ebenso wurde von Wunderlich Pardosa pseudolugubris als Schwesterart von P. alacris beschrieben.
Neuere Untersuchungen von Töpfer-Hofmann und von Helversen ergaben jedoch, neben einem leicht unterschiedlichen Aussehen, ein unterschiedliches Paarungsverhalten von vier Formen der Trauerwolfspinne, die folglich getrennte Fortpflanzungsgruppen darstellen. Aus diesen Gründen wurde die Pardosa lugubris-Gruppe in vier, später sechs Arten aufgeteilt:
- Pardosa lugubris s. str. (Walckenaer, 1802)
- Pardosa alacris (C. L. Koch, 1848) (Syn.: Pardosa pseudolugubris)
- Pardosa saltans Töpfer-Hofmann, 2000
- Pardosa baehrorum Kronestedt, 1999
- Pardosa caucasica Ovtsharenko, 1979 (nur in Südrussland/Kaukasus)
- Pardosa pertinax von Helversen, 2000 (nur in Griechenland)

Alle sechs Arten sind sich äußerst ähnlich. Die Weibchen können praktisch überhaupt nicht oder nur durch mitgefangene Männchen unterschieden werden. Die Männchen unterscheiden sich nur wenig in Färbung und Aufbau der Pedipalpen.
In neuerer Literatur werden frühere Funde der Trauerwolfspinne (vor der aktuellen Aufteilung der Gruppe) als Pardosa lugubris s.l. angegeben, neuere Funde nach der Aufteilung als Pardosa lugubris s.str. (bzw. als eine der anderen Arten).

## Vorkommen und Lebensweise

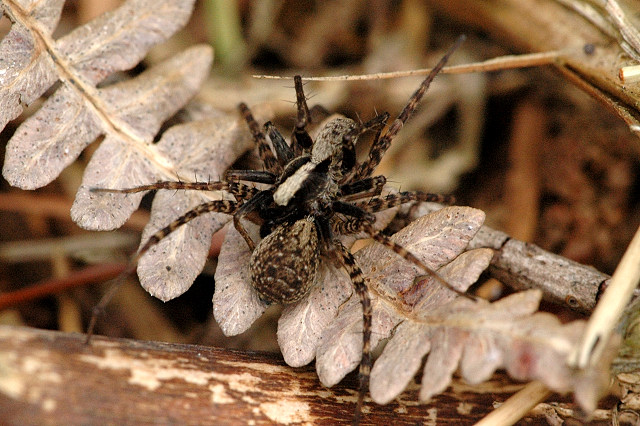
Paarung

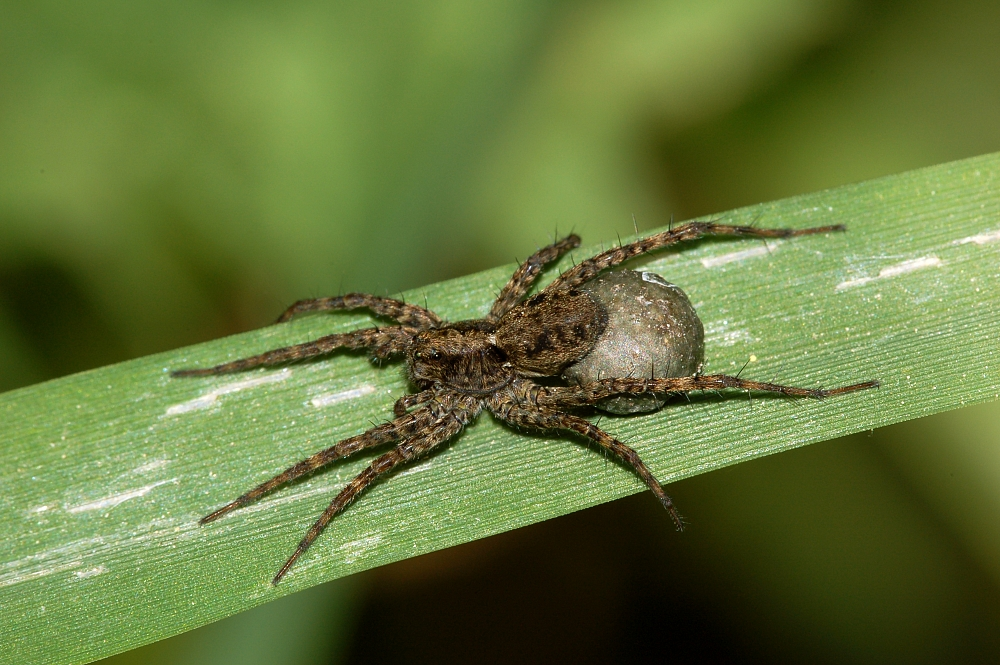
Weibchen mit Eikokon

Die Trauerwolfspinne kommt in der gesamten Paläarktis vor. Sie bevorzugt mittelfeuchte und trockene Lebensräume in offener Landschaft und in Laubwäldern. Dort kommt sie oft in sehr hoher Anzahl vor und ist vermutlich die häufigste Art der Gattung. Die Trauerwolfspinne läuft frei umher und erbeutet dabei kleine Insekten. Bei Störung flüchtet sie schnell laufend und springend über die Vegetation. Sie baut keinen Schlupfwinkel wie zum Beispiel Erdröhren, anders als verschiedene Alopecosa- und Lycosa-Arten.
Bereits im März sind reife Tiere der Art anzutreffen. Die Paarung erfolgt bereits im Frühjahr. Das Weibchen heftet nach der Eiablage den Kokon nach Wolfspinnenart an ihre Spinnwarzen und trägt ihn mit sich herum. Wenn die Jungtiere schlüpfen, klettern sie auf den Hinterleib des Muttertiers und werden weiter von diesem herumgetragen und bewacht. Erst nach der ersten Häutung verlassen die Jungtiere die Mutter und verteilen sich in der Umgebung.

## Galerie

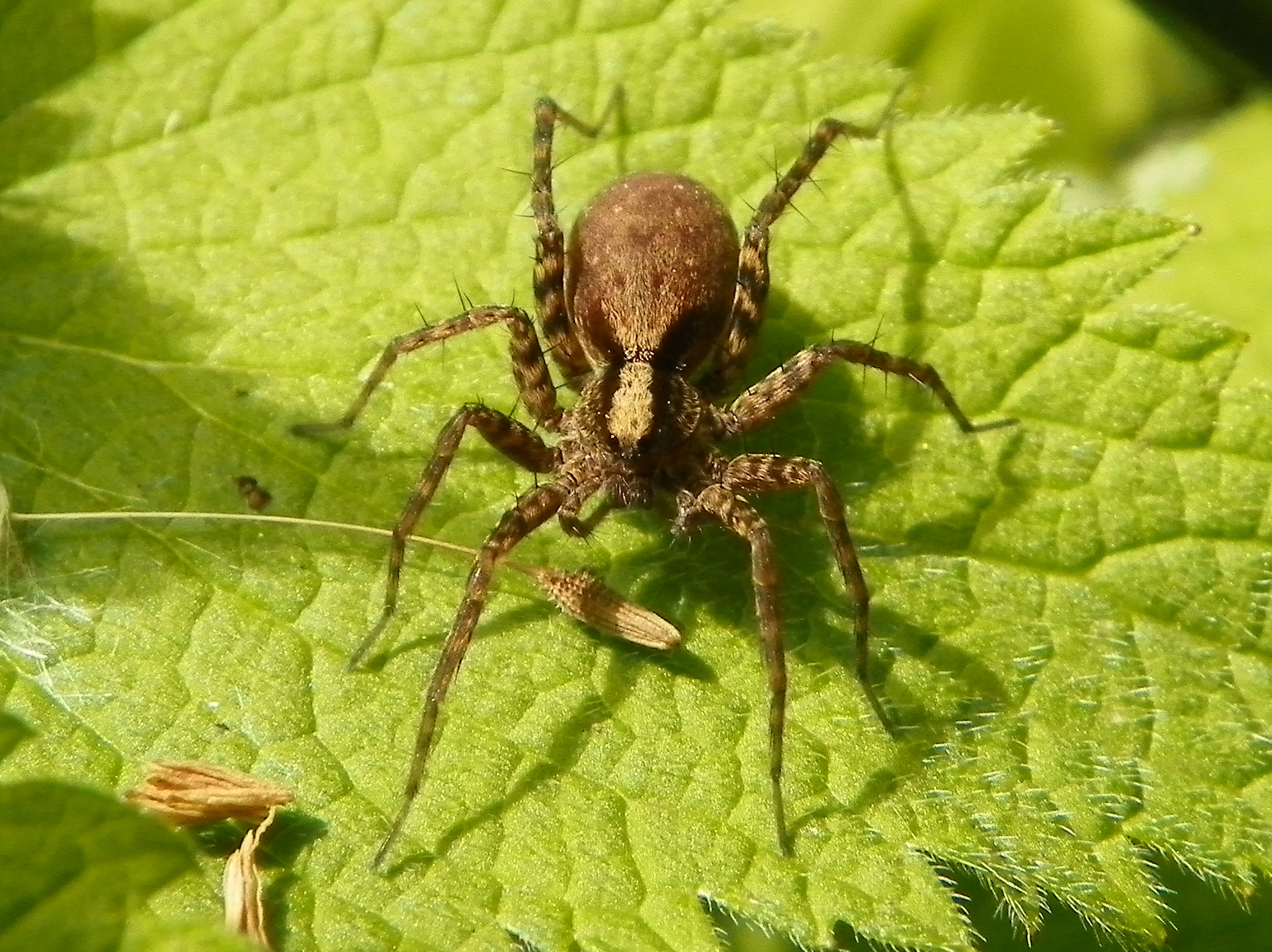
Frontalansicht eines Weibchens
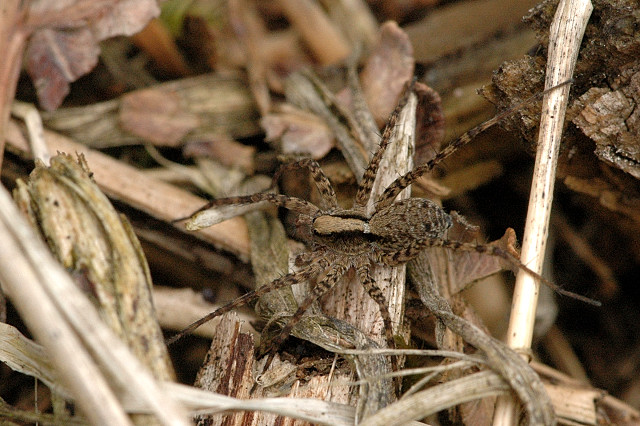
Lateralsicht eines Weibchens
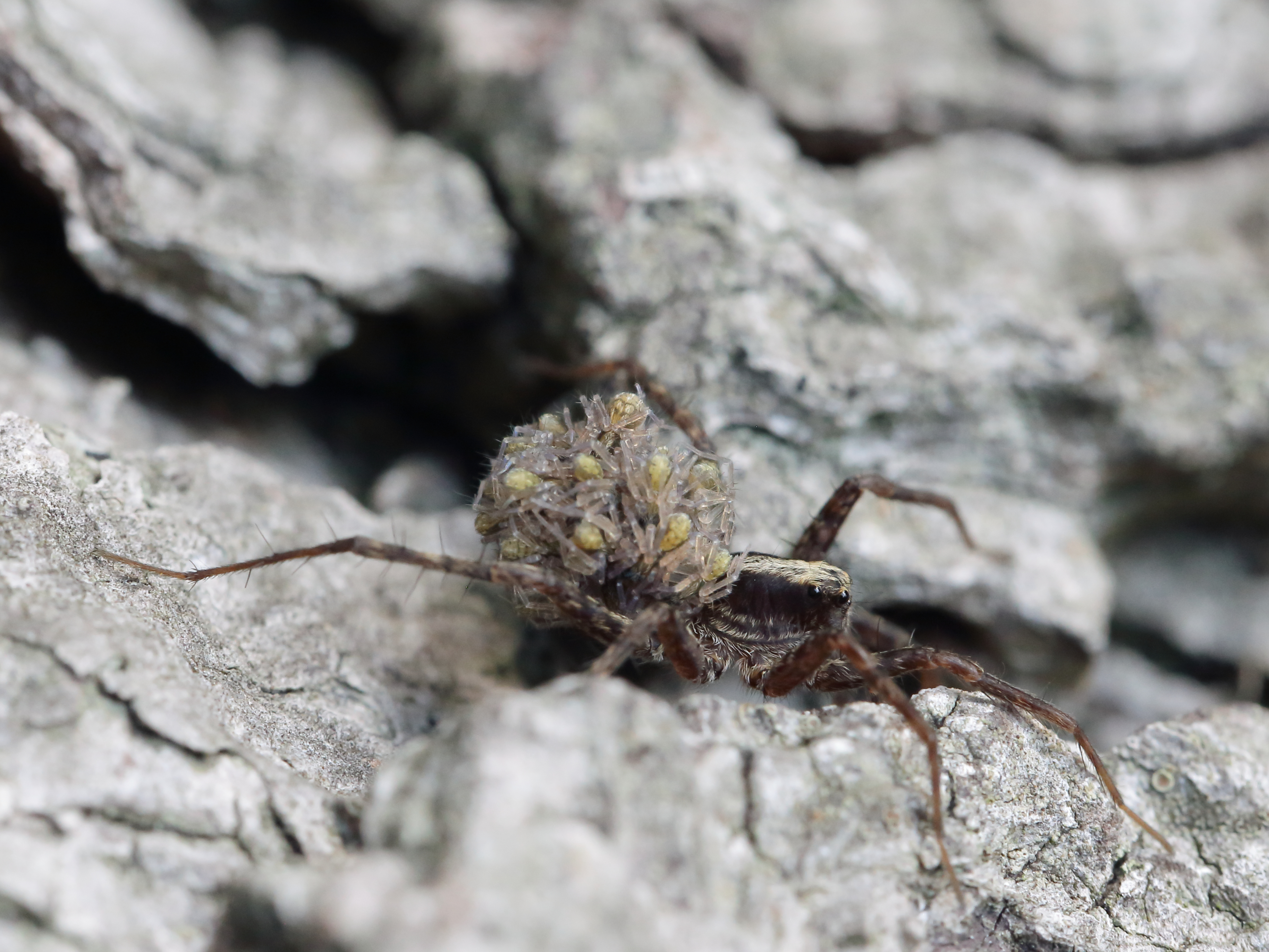
Weibchen mit Jungtieren